# Rzodkiew świrzepa

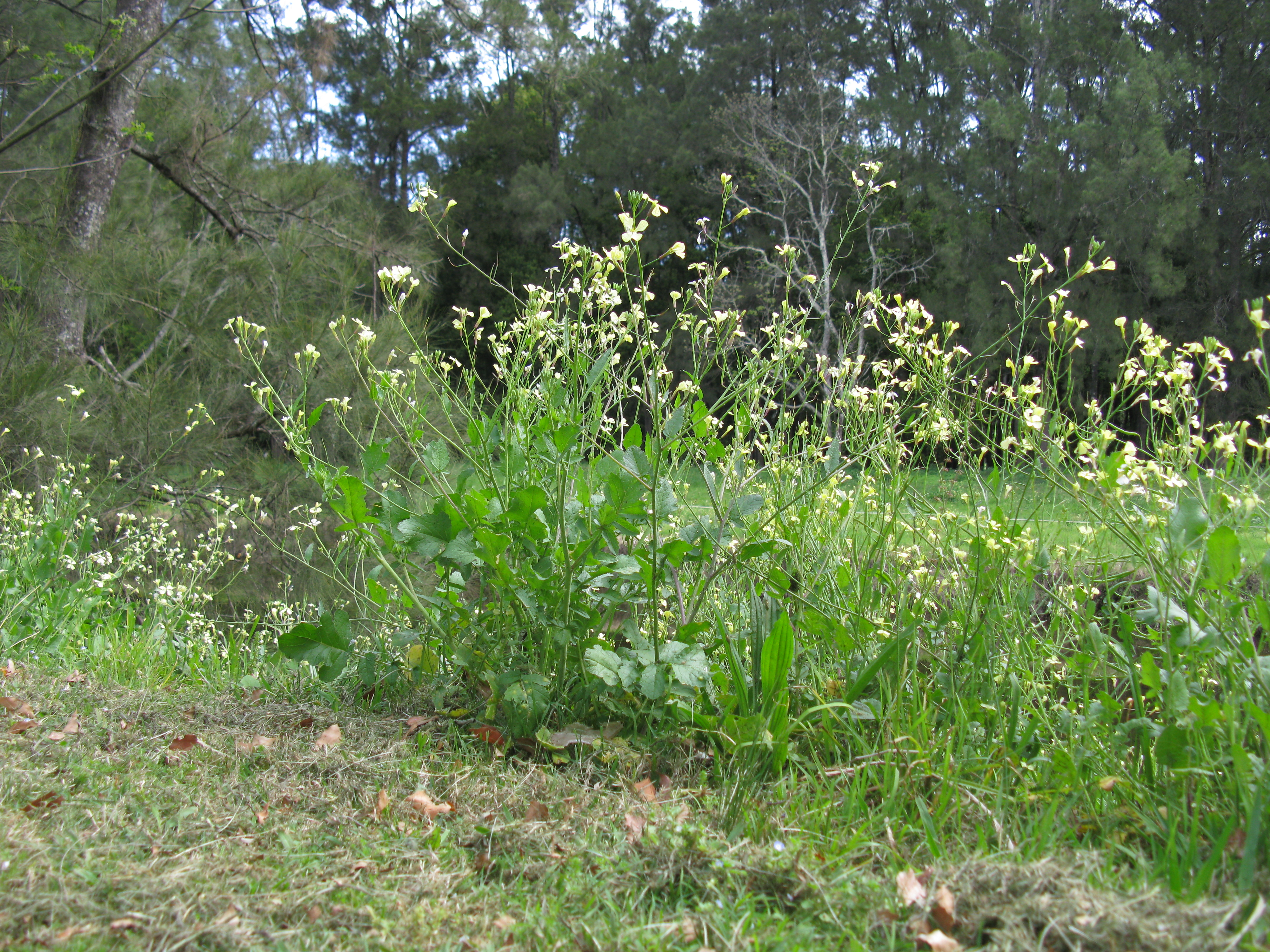
Pokrój

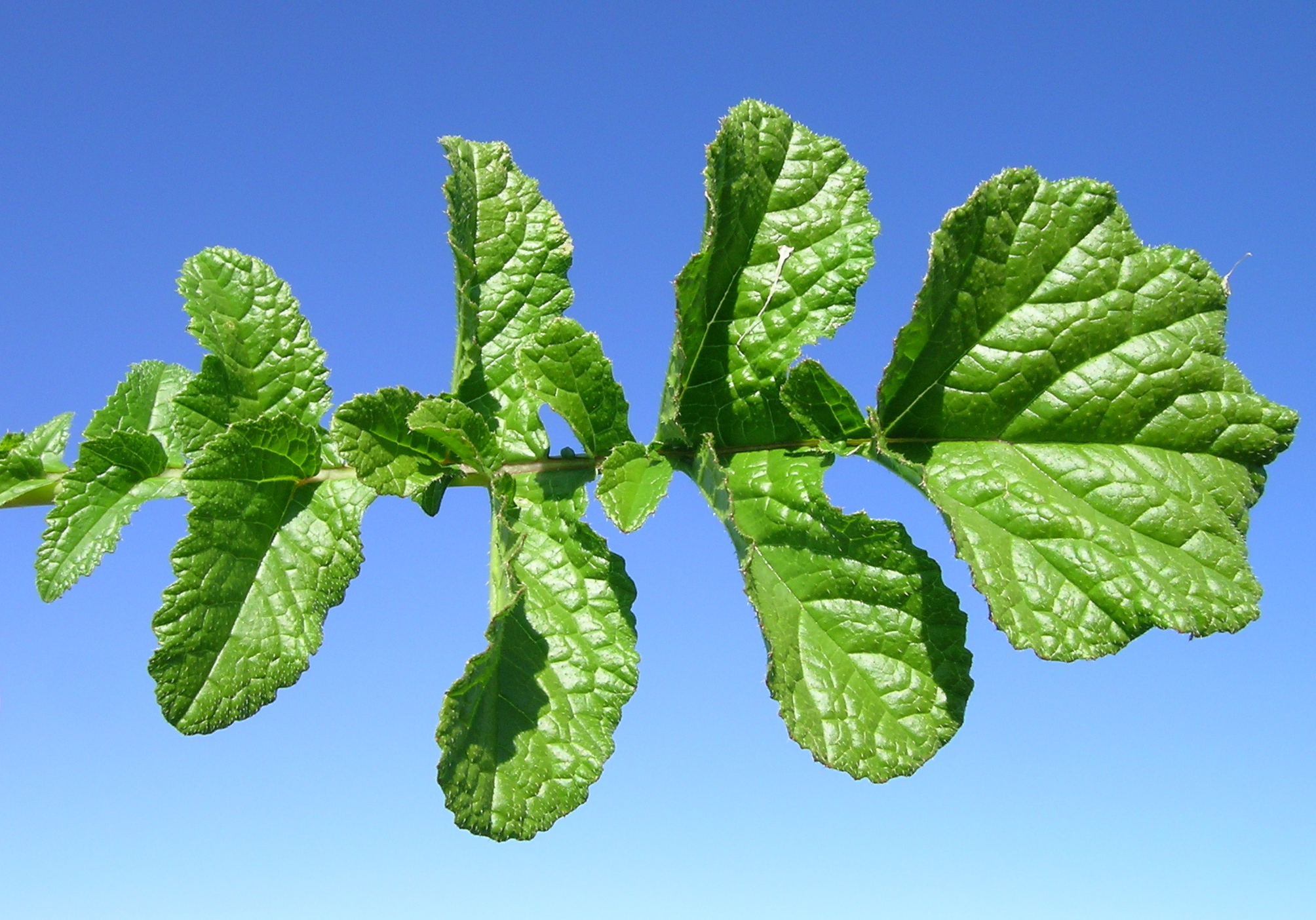
Liść

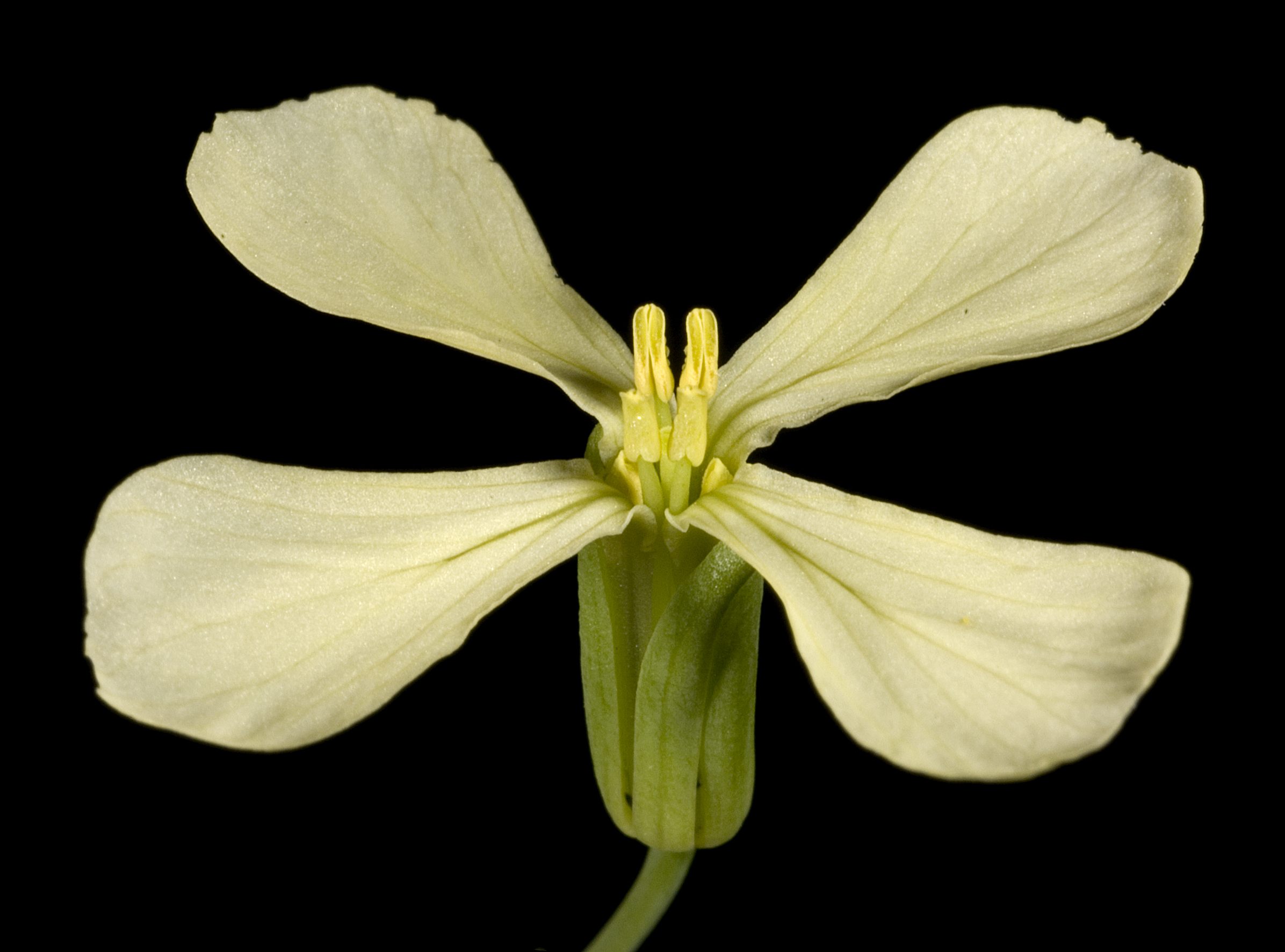
Kwiat

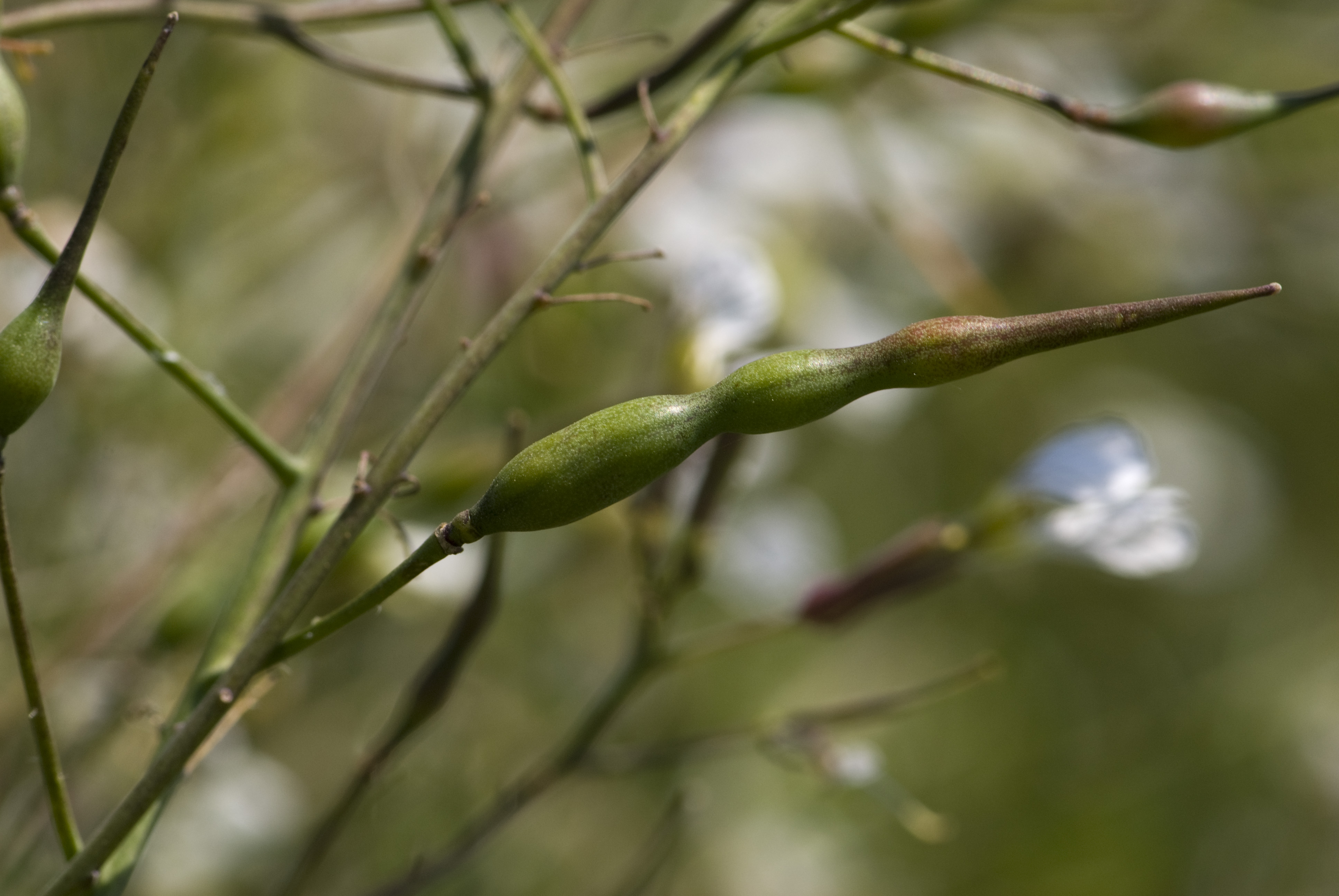
Owoc

Rzodkiew świrzepa, łopucha (Raphanus raphanistrum L.) – gatunek rośliny z rodziny kapustowatych. 

## Rozmieszczenie geograficzne
Rodzimy obszar występowania to Afryka Północna, Madera, Wyspy Kanaryjskie, Azja Zachodnia i Kaukaz oraz obszar śródziemnomorski w Europie. Do Europy Środkowej zawleczony został jeszcze w okresie neolitu. Rozprzestrzenia się po świecie jako gatunek zawleczony i obecnie jest gatunkiem kosmopolitycznym. Poza Antarktydą występuje na wszystkich kontynentach i na wielu wyspach. Na północy sięga po Grenlandię i archipelag Svalbard. W Polsce jest archeofitem pospolitym na obszarze całego kraju. W górach sięga po granicę upraw.

## Morfologia
PokrójGatunek ten jest bardzo podobny do gorczycy białej.
KorzeńPalowy, krótki, cienki i mocny. Silnie rozbudowane korzenie boczne.
ŁodygaWzniesiona, rozgałęziona, dołem szorstko owłosiona, górą naga. Wraz z kwiatostanem ma wysokość 30–60 cm.
LiścieUlistnienie skrętoległe. Dolne liście lirowate, pierzastodzielne i wyrastające na długich ogonkach, górne lancetowate i siedzące. Wszystkie liście z nierówno ząbkowanymi odcinkami, pokryte włoskami.
KwiatyZebrane w grono na szczytach pędów. Działki kielicha owłosione i stulone w długą nibyrurkę. Korona barwy żółtej, czasami z fioletowymi prążkami. Niekiedy (rzadko) kwiaty białe. 4 łopatkowate płatki korony dwukrotnie dłuższe od działek kielicha i silnie rozchylone na boki. Wewnątrz korony 6 długich pręcików rozchylonych na boki, jeden słupek z całobrzegim znamieniem.
OwocPoprzecznie paciorkowato przewężona łuszczyna zakończona długim i prostym dzióbkiem. Zawiera od 2 do 10 jednonasiennych, walcowatych, twardych i prążkowanych segmentów o długości do 5,3 mm każdy. Po dojrzeniu rozpada się na jednonasienne odcinki. Nasiona kuliste o średnicy około 3 mm i siateczkowato-dołkowanej powierzchni. Jedna roślina wytwarza około 150–300 nasion. Po łuszczynie najłatwiej rozróżnić świrzepę od bardzo podobnej gorczycy białej.

## Biologia i ekologia
RozwójRoślina jednoroczna. Kwitnie od maja do września. Słupek i pręciki dojrzewają równocześnie, roślina owadopylna, ale możliwa jest też samopylność. Nasiona wysiewają się przez cały sezon wegetacyjny. Rozprzestrzeniają się wraz z nasionami zbóż, są do nich bowiem podobne (jest to tzw. spejrochoria), oraz przez ergazjochorię podczas prac polowych. Rośliny wyrwane z ziemi mogą być toczone przez wiatr, i wówczas stopniowo wysypują się z nich nasiona. Bezpośrednio po dojrzeniu słabo kiełkują, gdyż posiadają twardą owocnię. Ulega ona zmiękczeniu po dłuższym pobycie w glebie, i wówczas nasiona kiełkują łatwiej. Zachowują zdolność kiełkowania przez kilka lat. Kiełkują już w temperaturze 2–5 °C, optymalna wynosi 20 °C.
SiedliskoWystępuje na siedliskach ruderalnych i segetalnych: na przydrożach, nieużytkach, polach uprawnych jako chwast oraz na ugorach. Rośnie zarówno na glebach gliniastych, jak i piaszczystych. Na polach uprawnych najczęściej występuje w uprawach roślin okopowych i zbożowych (głównie jarych). Roślina światłolubna i wskaźnikowa dla gleb kwaśnych. W klasyfikacji zbiorowisk roślinnych jest gatunkiem charakterystycznym dla Cl. Stellarietea mediae i Ass. Echinochloo-Setarietum
Oddziaływania międzygatunkoweJest jedną z roślin, na których żerują gąsienice bielinka kapustnika (szkodnika roślin kapustowatych). Żerujące na niej gąsienice mogą przenosić się na uprawiane w pobliżu rośliny kapustowate. Rzodkiew świrzepa jest żywicielem również mątwika burakowego, będącego groźnym szkodnikiem buraków.
Na żywych i martwych pędach rzodkwi świrzepy rozwijają się takie grzyby i organizmy grzybopodobne, jak: Hyaloperonospora brassicae (lęgniowce), Leptosphaeria maculans, Mycosphaerella capsellae, Ramularia armoraciae.
GenetykaLiczba chromosomów 2n = 18. Rzodkiew świrzepa występuje w kilku podgatunkach:
- Raphanus raphanistrum L. subsp. landra (Moretti ex DC.) Bonnier & Layens
- Raphanus raphanistrum L. subsp. rostratus (DC.) Thell.
- Raphanus raphanistrum subsp. sativus (L.) Domin

Według niektórych botaników od rzodkwi świrzepy pochodzi rzodkiew zwyczajna
Roślina trującaTrujące są jej nasiona. Z tego powodu roślina ta jest niebezpieczna dla koni, bydła i owiec. Powoduje u nich stany zapalne, podrażnienie błon śluzowych, brak apetytu, senność, drgawki, biegunkę i ogólne osłabienie.

## Zastosowanie
Z młodych liści, łodyg, kwiatostanów i niedojrzałych nasion można przyrządzić smaczną sałatkę. Dawniej jej nasiona stanowiły znaczną domieszkę w ziarnie zbóż. W dawnej Anglii odsiewano je od ziarna zbóż i sprzedawano jako gorczycę z Durham. Mają smak zbliżony do gorczycy białej, z której wytwarza się musztardę.

## Udział w kulturze
Nazwa świerzop występująca w I księdze poematu Pan Tadeusz Adama Mickiewicza mogła oznaczać właśnie rzodkiew świrzepę (lub gorczycę polną).